# Kék Szoba
A Kék Szoba az Elefánt zenekar első kislemeze. 2012-ben jelent meg. A lemez elkészítésében közreműködött Szendrői Csaba, Tóth András, Horváth Bence Ede, Kovács Zoltán, Kunert Péter és Németh Szabolcs.

## Számlista
| 1.                     | November           | 4:03 |
| 2.                     | Budapesti lányok   | 3:35 |
| 3.                     | Kerülöd a napfényt | 3:56 |
| 4.                     | Pici nyúl          | 3:36 |
| 5.                     | Magányos           | 3:58 |
| Teljes játékidő: 19:13 |                    |      |

## Külső hivatkozások
- Bandcamp Archiválva 2015. december 7-i dátummal a Wayback Machine-ben
- recorder.blog.hu - Elefánt EP-premier